# ワイドサタデー
『ワイドサタデー』は、1970年10月3日から1983年3月26日まで、朝日放送（ABC）など、テレビ朝日（1977年3月まではNETテレビ）系列（1975年3月まではTBS系列）の近畿・中国・四国・九州各地のネット局（他系列局含む）が共同制作して毎週土曜日の15:00 - 15:55（JST）に放送されていた生中継番組である。

## 概要
大阪万国博覧会が終わった年の秋から、お祭り広場からの中継の後の企画として放送が開始された。朝日放送をキーステーションに山陽放送・中国放送・RKB毎日放送・大分放送（以上TBS系列）・南海放送（日本テレビ系列）の6局を結んで瀬戸内海に面した地区をレポート。ネットワーク局の中から2か所程度選び、タレントがその週のテーマに沿ったレポート（観光情報が主）をヘリコプターによる空撮も交えて、生の多元中継で展開するというものだった。番組開始時点では朝日放送がスタジオ部分と中継1か所を毎週担当し、もう1か所の中継をRKB毎日放送と山陽放送が月2回、中国放送と南海放送が月1回担当、大分放送は録画での随時参加であった。冒頭部で各レポーターが中継内容をリレー紹介する際には、それぞれに河村立司のイラストが使われていた。女声コーラスのスキャットが美しいテーマ曲は南安雄の作曲による（途中でバージョンが変わる）。TBS系時代の1972年4月1日（第77回）に四国放送（日本テレビ系列）と宮崎放送（TBS系列）もこの番組のネットに参加した。
1975年のネットチェンジ（毎日放送とのネット交換による腸捻転解消）によって、TBS系列の山陽放送・中国放送・RKB毎日放送が地域ネットから離脱し、これに代る形でNET（後のテレビ朝日）系列の瀬戸内海放送・広島ホームテレビ・九州朝日放送が加わった。また、大分放送・宮崎放送はNET系移行後も引き続き参加している。
1983年春の改編をもって番組は終了し、当時の国鉄（現・JR）大阪駅ビル「アクティ大阪」に併設されたサテライトスタジオ「ABCエキスタ」からの2時間生中継番組『わいわいサタデー』に引き継がれた。その際に、四国放送・瀬戸内海放送・南海放送を除く4局が同時間帯の地域ネットを離脱している。
毎年8月に朝日放送が全国高校野球選手権大会中継（大阪府予選の中継含む）を放送する時には、地域ネット局には裏送りとし、近畿広域圏では当日23時台に時差放送（野球中止の際は定時に放送して、その時間は後続の番組を繰り上げる）していたが、放送時間中にネット局の地元代表校の試合がある場合、当該地域でも高校野球を放送し、本番組を朝日放送と同時ネットとすることがあった。また、広島ホームテレビも自社制作番組（広島東洋カープ主催のデーゲーム中継や自社主催の『広島ママさんバレーボール大会・決勝戦』など）を放送した際は同様に当日23時台に放送していた。
また、テレビ朝日系列で全国ネットのスポーツ中継が編成された際には、系列外の南海放送・四国放送・大分放送・宮崎放送に裏送り先行ネットでの生放送を実施し、テレビ朝日系列局では夕方または23時台に録画時差放送していた。

## 出演者
- 佐々木信也
- 伊丹十三
- 中村鋭一
- 柴田美保子
- 末広まきこ
- キダ・タロー
- 阿部牧郎
- 武田鉄矢
- 荒木由美子
- 山田元子
- 横山やすし・西川きよし（中継レポーター）[7]
- ほか

## ネットおよび共同制作局

### 腸捻転解消前
| 放送地域   | 放送局      | 放送系列       | 備考                         |
| ---------- | ----------- | -------------- | ---------------------------- |
| 近畿広域圏 | 朝日放送    | TBS系列        | 制作幹事局                   |
| 岡山県     | 山陽放送    | TBS系列        | 当時の放送エリアは岡山県のみ |
| 広島県     | 中国放送    | TBS系列        |                              |
| 徳島県     | 四国放送    | 日本テレビ系列 | 1972年4月から参加            |
| 愛媛県     | 南海放送    | 日本テレビ系列 |                              |
| 福岡県     | RKB毎日放送 | TBS系列        |                              |
| 大分県     | 大分放送    | TBS系列        |                              |
| 宮崎県     | 宮崎放送    | TBS系列        | 1972年4月から参加            |

### 腸捻転解消後
| 放送地域               | 放送局           | 放送系列       | 備考 |
| ---------------------- | ---------------- | -------------- | --- |
| 近畿広域圏             | 朝日放送         | テレビ朝日系列 | 制作幹事局 |
| 広島県                 | 広島ホームテレビ | テレビ朝日系列 | |
| 徳島県                 | 四国放送         | 日本テレビ系列 | |
| 香川県 →香川県・岡山県 | 瀬戸内海放送     | テレビ朝日系列 | 腸捻転解消後も、フジテレビ系列とのクロスネット局だったテレビ岡山（正式社名は岡山放送）には移行されなかった。1979年3月までの放送エリアは香川県のみ 電波相互乗り入れに伴い、1979年4月から岡山県にもエリア拡大 |
| 愛媛県                 | 南海放送         | 日本テレビ系列 | |
| 福岡県                 | 九州朝日放送     | テレビ朝日系列 | |
| 大分県                 | 大分放送         | TBS系列        | |
| 宮崎県                 | 宮崎放送         | TBS系列        | |